# Leuze (Aisne)
Pour les articles homonymes, voir Leuze.
Leuze est une commune française située dans le département de l'Aisne, en région Hauts-de-France.

## Géographie

### Localisation
- 1Carte dynamique
- 2Carte OpenStreetMap
- 3Carte topographique
- 4Carte avec les communes environnantes

Leuze a été bâtie sur la rive droite du Thon.

### Hydrographie
La commune est située dans le bassin Seine-Normandie. Elle est drainée par le Ton, le Petit Gland, le ruisseau de Bataille, le ruisseau de l'étang Polliart et divers bras du Ton,,.
Le Ton, d'une longueur de 56 km, prend sa source dans la commune d'Auvillers-les-Forges et se jette  dans l'Oise (rive gauche) à Étréaupont, après avoir traversé 15 communes.

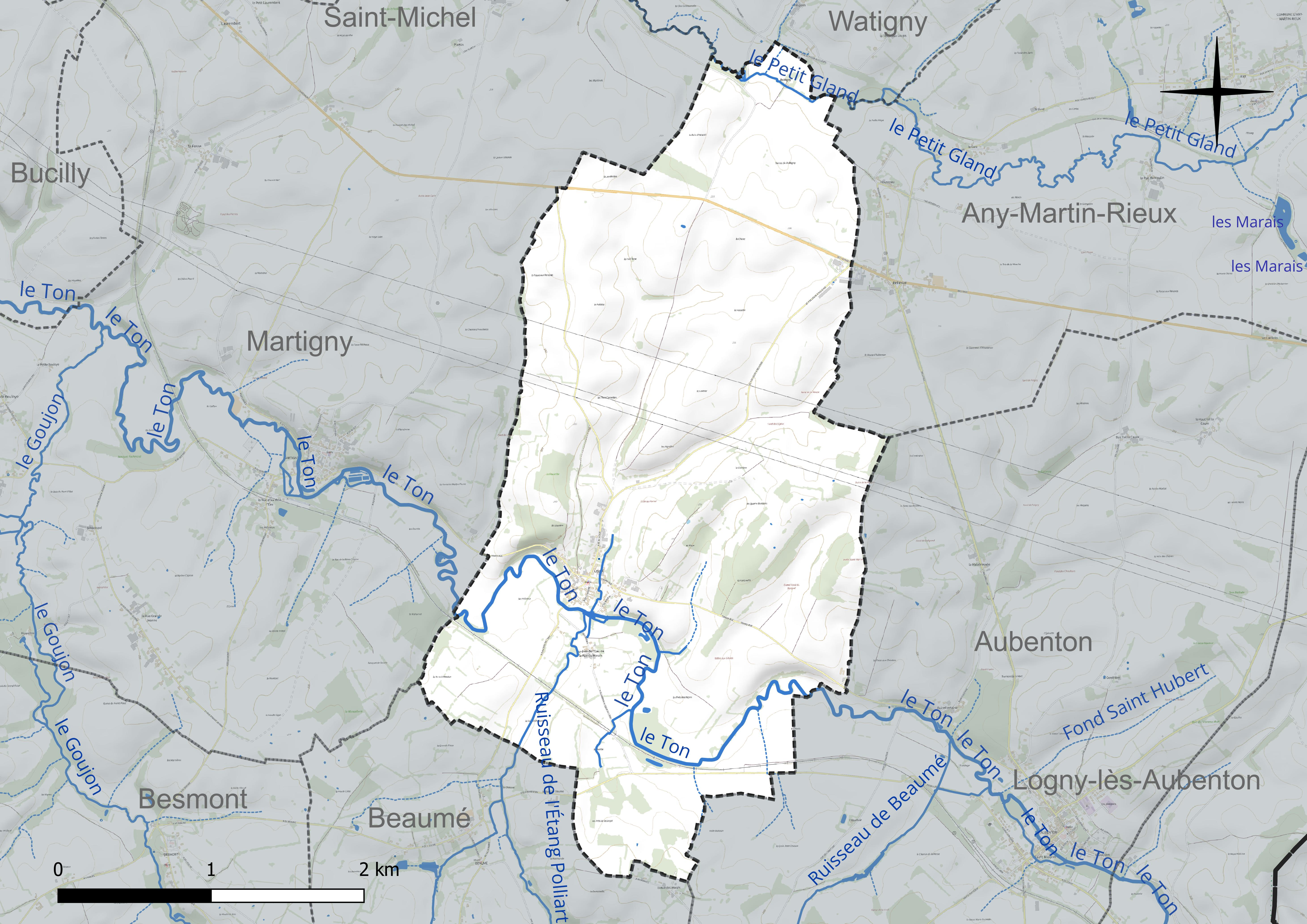
Réseau hydrographique de Leuze.

Le Petit Gland, d'une longueur de 29 km, prend sa source dans la commune d'Auvillers-les-Forges et se jette  dans le Gland à Saint-Michel, après avoir traversé neuf communes.

### Climat
Pour des articles plus généraux, voir Climat des Hauts-de-France et Climat de l'Aisne.
En 2010, le climat de la commune est de type climat des marges montargnardes, selon une étude du CNRS s'appuyant sur une série de données couvrant la période 1971-2000. En 2020, Météo-France publie une typologie des climats de la France métropolitaine dans laquelle la commune est exposée à un climat océanique altéré et est dans la région climatique Nord-est du bassin Parisien, caractérisée par un ensoleillement médiocre, une pluviométrie moyenne régulièrement répartie au cours de l'année et un hiver froid (3 °C).
Pour la période 1971-2000, la température annuelle moyenne est de 9,7 °C, avec une amplitude thermique annuelle de 15,1 °C. Le cumul annuel moyen de précipitations est de 913 mm, avec 13,3 jours de précipitations en janvier et 9,9 jours en juillet. Pour la période 1991-2020, la température moyenne annuelle observée sur la station météorologique la plus proche, située sur la commune de Fontaine-lès-Vervins à 19 km à vol d'oiseau, est de 10,5 °C et le cumul annuel moyen de précipitations est de 826,3 mm,. Pour l'avenir, les paramètres climatiques de la commune estimés pour 2050 selon différents scénarios d'émission de gaz à effet de serre sont consultables sur un site dédié publié par Météo-France en novembre 2022.

## Urbanisme

### Typologie
Au 1er janvier 2024, Leuze est catégorisée commune rurale à habitat dispersé, selon la nouvelle grille communale de densité à 7 niveaux définie par l'Insee en 2022.
Elle est située hors unité urbaine. Par ailleurs la commune fait partie de l'aire d'attraction d'Hirson, dont elle est une commune de la couronne,. Cette aire, qui regroupe 26 communes, est catégorisée dans les aires de moins de 50 000 habitants,.

### Occupation des sols
L'occupation des sols de la commune, telle qu'elle ressort de la base de données européenne d'occupation biophysique des sols Corine Land Cover (CLC), est marquée par l'importance des territoires agricoles (92 % en 2018), en diminution par rapport à 1990 (93,4 %). La répartition détaillée en 2018 est la suivante : 
terres arables (49,2 %), prairies (42,1 %), zones urbanisées (4,6 %), forêts (3,4 %), zones agricoles hétérogènes (0,7 %).
L'évolution de l'occupation des sols de la commune et de ses infrastructures peut être observée sur les différentes représentations cartographiques du territoire : la carte de Cassini (XVIIIe siècle), la carte d'état-major (1820-1866) et les cartes ou photos aériennes de l'IGN pour la période actuelle (1950 à aujourd'hui).

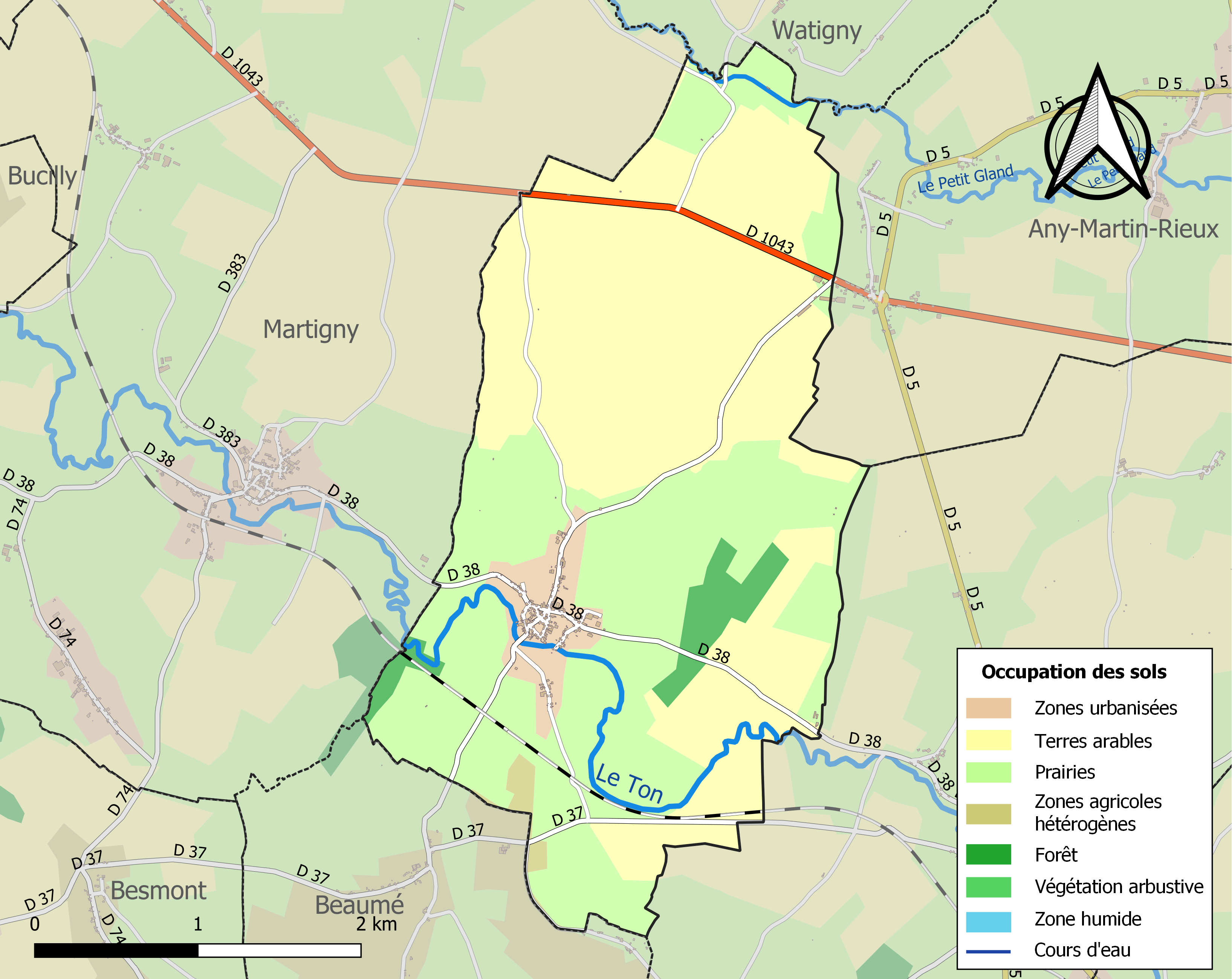
Carte de l'occupation des sols de la commune en 2018 (CLC).

## Toponymie
Le nom de la localité est attesté sous les formes Looza en 676, Lothosa en 1165, Lutosa en 1175.
Le nom de leuze est issu du latin lutosa [terra], signifie « [terre] boueuse ». Le nom de la commune belge de Leuze-en-Hainaut a exactement la même origine.

## Histoire

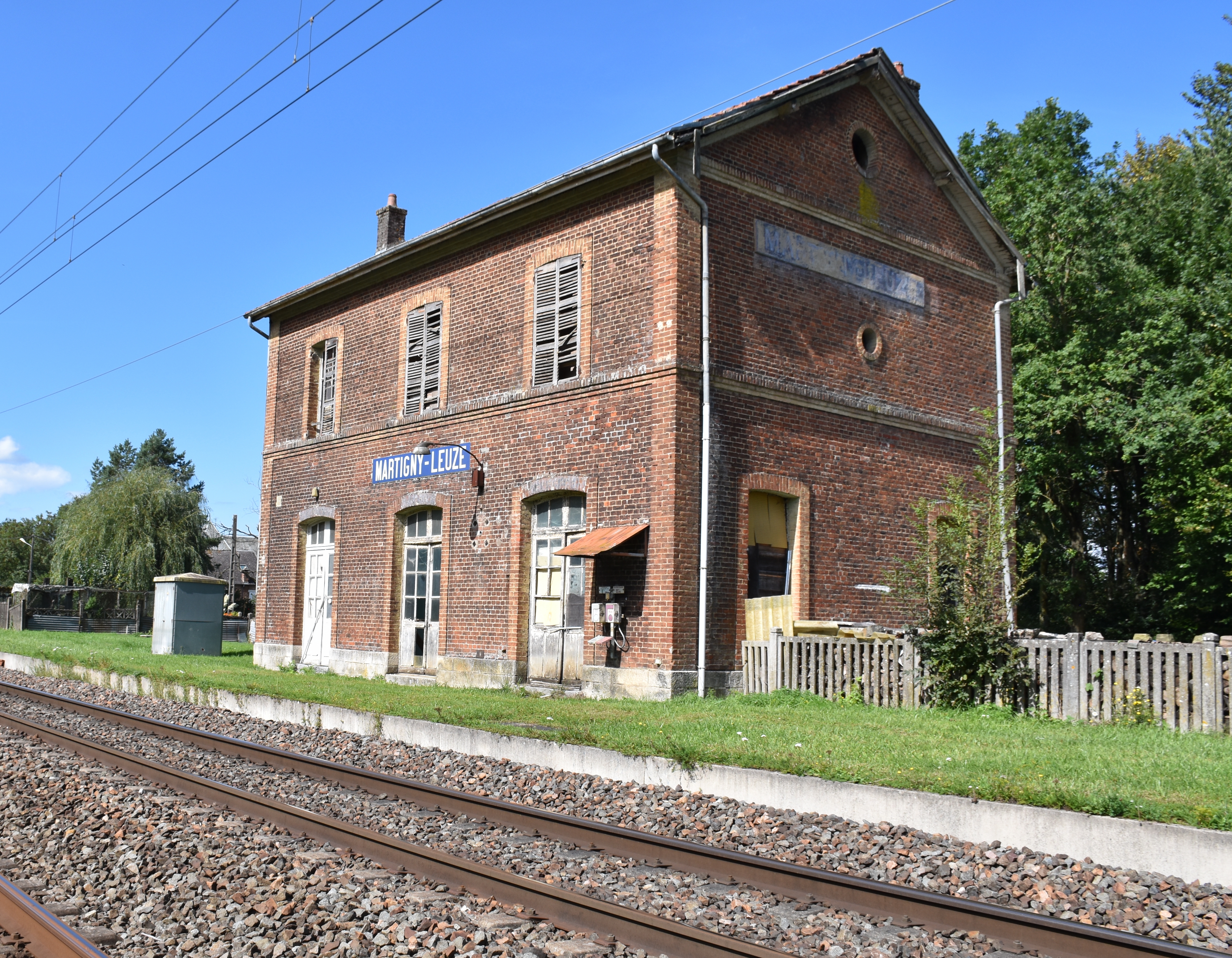
L'ancienne gare de Martigny-Leuze.

Au VIIe siècle, le village de Leuze était un alleu qui appartenait à Irmine, fille de Dagobert II, roi de France. Cette princesse le donna en 676, avec l'église et les villages d'Any, Bobigny et Watigny, aux religieuses du monastère d'Oëren, à Trêves, pour le remède de son âme.

### Seigneurs de Leuze
- 1272, Simon, prévôt de Chimay. Enfants : Simon et Jean.
- Vers 1315, Hugues de Châtillon, comte de Saint-Pol, seigneur de Leuze par sa femme Jeanne d'Argies, comtesse de Soissons, dame de Leuze.
- 1326, Hugues de Lorraine, sire de Martigny, Leuze et Beaumé.
- En dernier lieu, M. Desforges, seigneur de Beaumé, l'était aussi de Leuze.

## Politique et administration

### Découpage territorial
La commune de Leuze est membre de la communauté de communes des Trois Rivières, un établissement public de coopération intercommunale (EPCI) à fiscalité propre créé le 29 décembre 1995 dont le siège est à Buire. Ce dernier est par ailleurs membre d'autres groupements intercommunaux.
Sur le plan administratif, elle est rattachée à l'arrondissement de Vervins, au département de l'Aisne et à la région Hauts-de-France. Sur le plan électoral, elle dépend du  canton d'Hirson pour l'élection des conseillers départementaux, depuis le redécoupage cantonal de 2014 entré en vigueur en 2015, et de la troisième circonscription de l'Aisne  pour les élections législatives, depuis le dernier découpage électoral de 2010.

### Administration municipale
| Période                                  | Période                       | Identité           | Étiquette     | Qualité |
| ---------------------------------------- | ----------------------------- | ------------------ | ------------- | --- |
| Les données manquantes sont à compléter. |                               |                    |               | |
| 1937                                     | 1971                          | Julien Mahoudeaux  | SFIO puis DVD | Éleveur de porcs Conseiller général du canton d'Aubenton (1945-1970) Suppléant du député Édouard Alliot (1958-1962) |
| avant 1988                               | ?                             | Jean-Pierre Hébert |               | |
| mars 2001                                | mars 2008                     | Daniel Liotard     |               | |
| mars 2008                                | En cours (au 12 juillet 2020) | Guy Bonnaire       | DVD           | Employé Réélu pour le mandat 2020-2026,                                                                             |

## Population et société

### Démographie
L'évolution du nombre d'habitants est connue à travers les recensements de la population effectués dans la commune depuis 1793. Pour les communes de moins de 10 000 habitants, une enquête de recensement portant sur toute la population est réalisée tous les cinq ans, les populations de référence des années intermédiaires étant quant à elles estimées par interpolation ou extrapolation. Pour la commune, le premier recensement exhaustif entrant dans le cadre du nouveau dispositif a été réalisé en 2006.

En 2022, la commune comptait 187 habitants, en évolution de +9,36 % par rapport à 2016 (Aisne : −1,97 %, France hors Mayotte : +2,11 %).
| 1793 | 1800 | 1806 | 1821 | 1831 | 1836 | 1841 | 1846 | 1851 |
| ---- | ---- | ---- | ---- | ---- | ---- | ---- | ---- | ---- |
| 230  | 329  | 333  | 322  | 282  | 355  | 358  | 366  | 399  |

| 1856 | 1861 | 1866 | 1872 | 1876 | 1881 | 1886 | 1891 | 1896 |
| ---- | ---- | ---- | ---- | ---- | ---- | ---- | ---- | ---- |
| 394  | 394  | 393  | 424  | 407  | 385  | 406  | 342  | 336  |

| 1901 | 1906 | 1911 | 1921 | 1926 | 1931 | 1936 | 1946 | 1954 |
| ---- | ---- | ---- | ---- | ---- | ---- | ---- | ---- | ---- |
| 320  | 294  | 300  | 323  | 306  | 292  | 267  | 243  | 226  |

| 1962 | 1968 | 1975 | 1982 | 1990 | 1999 | 2006 | 2011 | 2016 |
| ---- | ---- | ---- | ---- | ---- | ---- | ---- | ---- | ---- |
| 241  | 214  | 173  | 165  | 173  | 171  | 160  | 165  | 171  |

| 2021 | 2022 | - | - | - | - | - | - | - |
| ---- | ---- | - | - | - | - | - | - | - |
| 180  | 187  | - | - | - | - | - | - | - |

## Culture locale et patrimoine

### Lieux et monuments
- Église Saint-Michel.
- Temple protestant, construit en 1842, endommagé au cours de la Première Guerre mondiale.

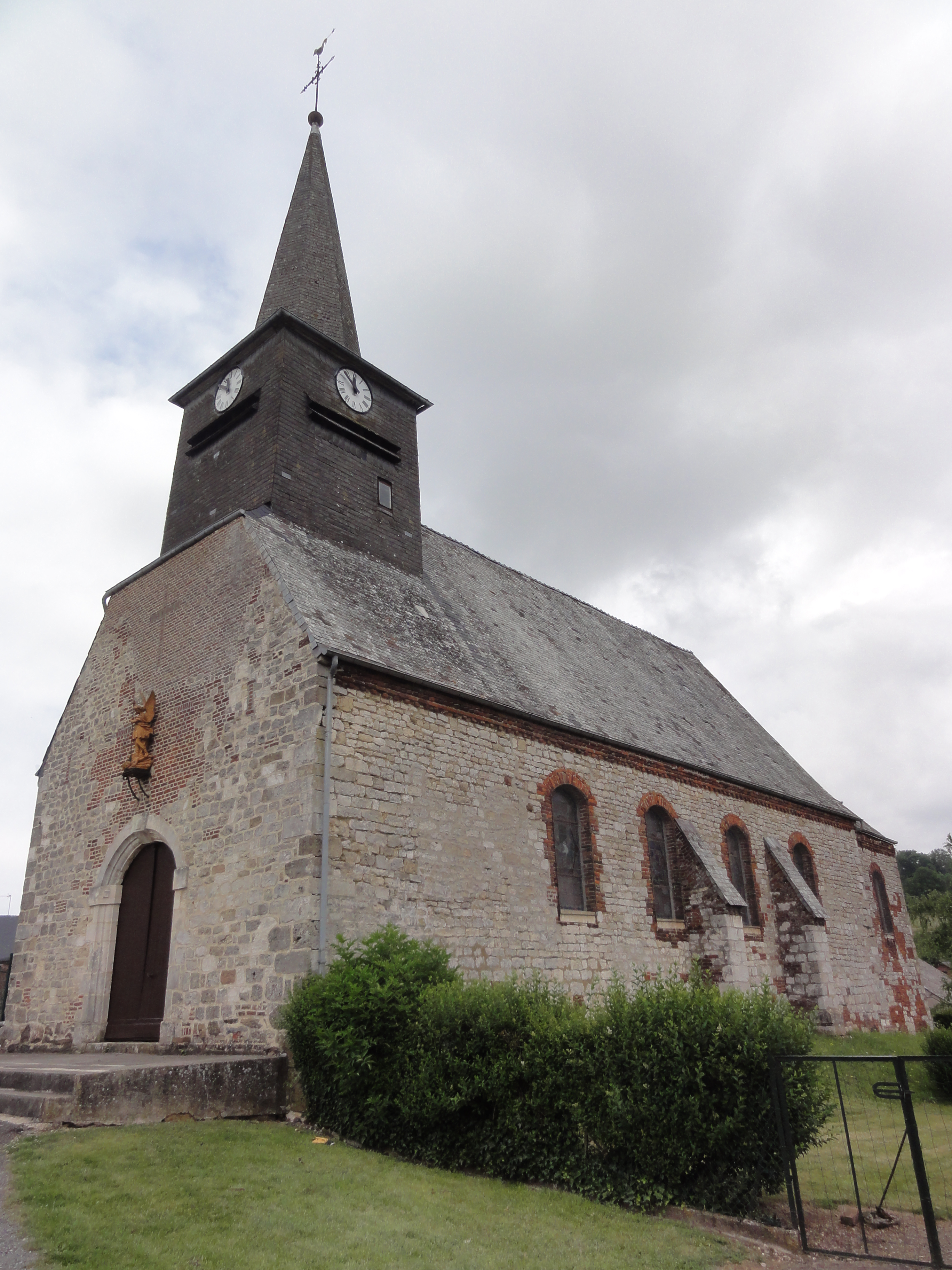
L'église Saint-Michel.
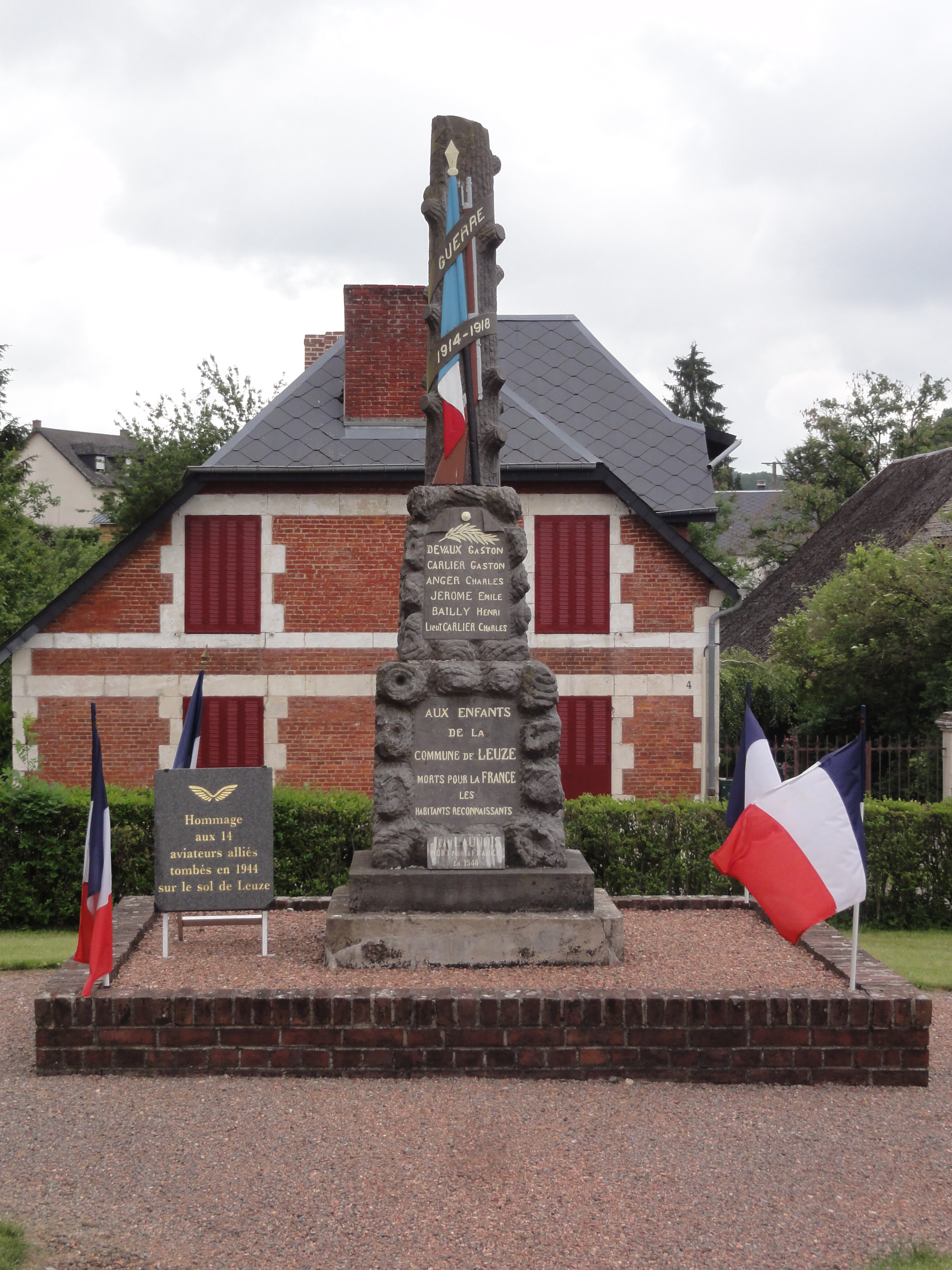
Monument aux morts.
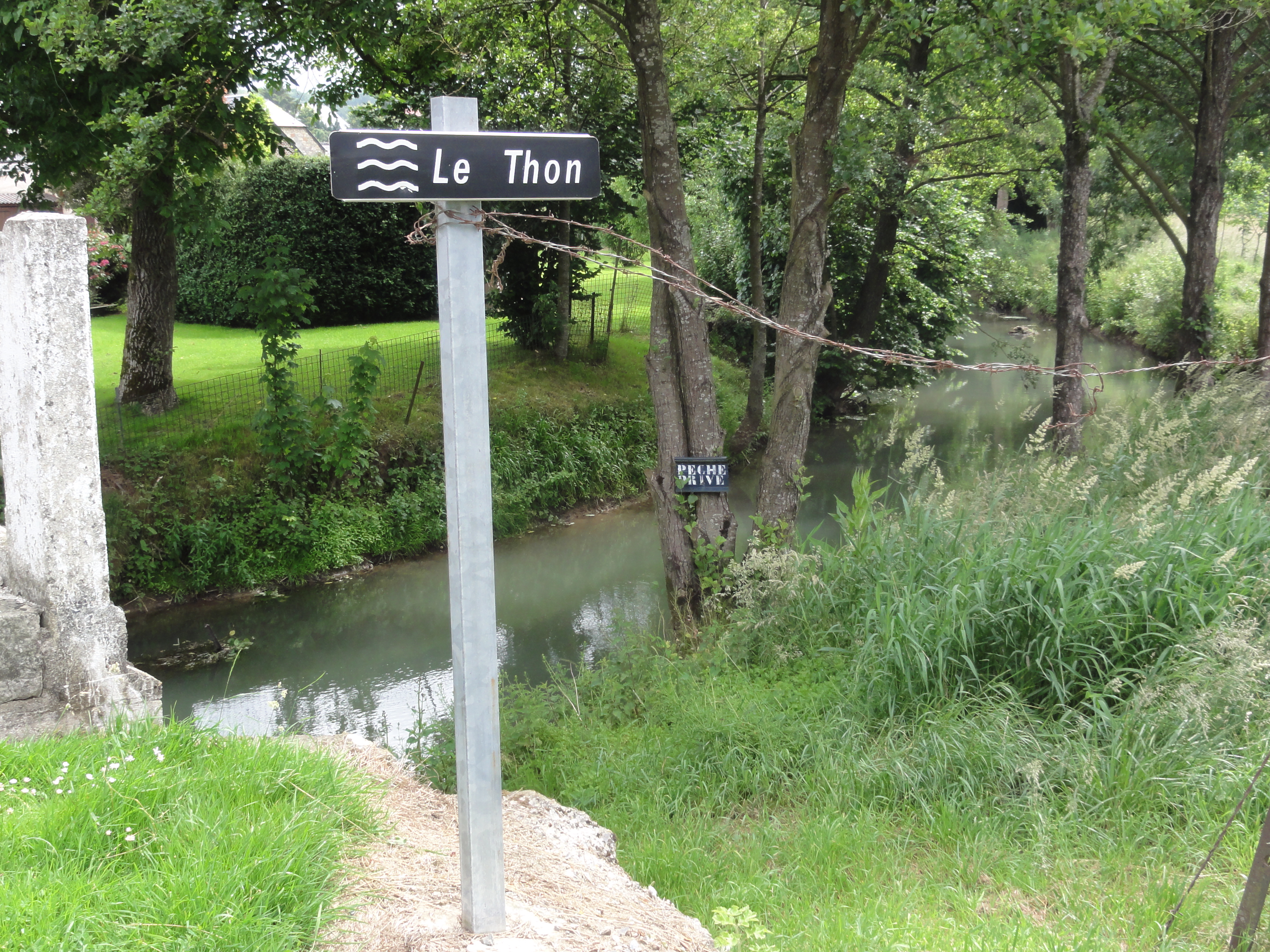
Le Thon à Leuze.

### Personnalités liées à la commune

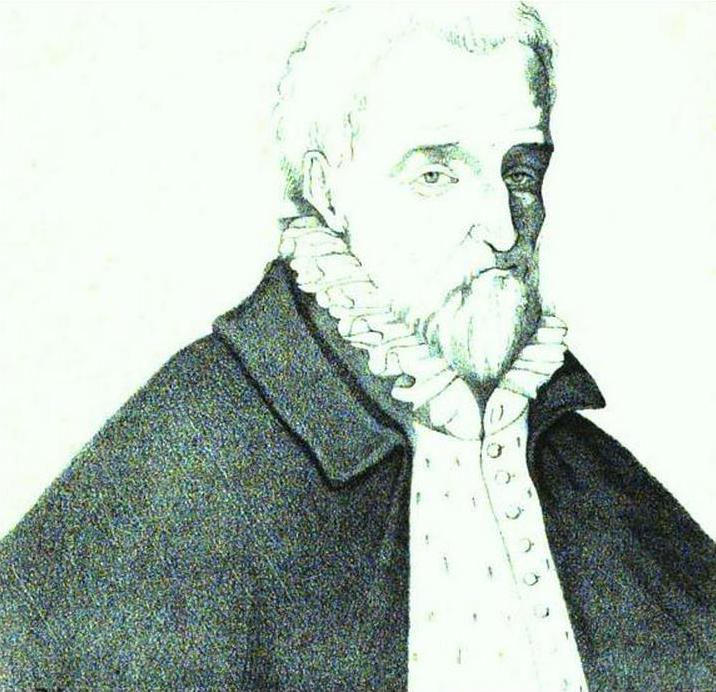
Antoine Richard.

- Antoine Richard (Anthoine Richart) (XVIe siècle), contrôleur à l'élection de Laon, auteur des Mémoires sur la Ligue dans le Laonnois[27].
- Dominique Dropsy, ancien joueur international de football français, troisième recordman de matches joués en première division française.